# 2022年7月英國政府危機
2022年7月英國政府危機（或称2022年英国政府辞职潮、英国政坛地震）发生于2022年7月初。在副首席党鞭克里斯托弗·平彻性丑闻爆發後，7月5日，财政大臣辛偉誠和卫生大臣薩吉德·賈偉德率先宣佈辭職，随后內閣中有超过四分之一的政府高級官員辞职，同时有大量议员要求首相鲍里斯·约翰逊辞职。截至7月7日，已有60名約翰遜政府官員宣佈辭職，另外地方發展、房屋及社區大臣高文浩被鲍里斯·约翰逊解除職務。 
7月7日，鲍里斯·约翰逊宣布辭去保守黨黨魁與首相職務，但他將會暂时擔任看守內閣的首相直至保守党选出新的党魁并接任首相职务。保守党将于之後一周举行会议并确定具体时间与议程。2022年9月6日，鲍里斯·约翰逊离任英国首相，由新任保守党领袖莉兹·特拉斯接任。

## 背景
2022年7月5日，英国首相鲍里斯·约翰逊承认在性骚扰延伸指控后任命国会议员、曾被人指控性騷擾的克里斯托弗·平彻担任副党鞭的角色是错误的决定之后，英國卫生大臣薩吉德·賈偉德和財政大臣瑞斯·薩納克宣佈辞职。兩人辭職後，眾多第二次約翰遜內閣政府许多初级部长和议会私人秘书（PPS）也辞职，其中大多数人认为约翰逊缺乏诚实和正直。在接下来的24小时内，36名国会议员辞去了政府职务。这既是自1932年以来24小时内部长级辞职人数最多的一次，也是有记录以来此类辞职人数最多的一次。
7月6日，约翰逊在出席首相答問環節時拒絕辭職。包括纳齐姆·扎哈维和普丽蒂·帕特尔在內的多位大臣呼吁约翰逊辞职。不過數碼文化傳媒及體育大臣娜汀·多里斯、雅各·里斯-莫格、格雷格·汉兹、基特·馬特豪斯、莉婭·尼奇以及彼得·博恩等人表態支持约翰逊。
7月6日晚，内政大臣普丽蒂·帕特尔、地方發展、房屋及社區大臣高文浩和運輸大臣格蘭·夏普斯再度敦促约翰逊下台。约翰逊重申自己不会下台，並且解除了高文浩的職務。当天晚些时候，威爾斯事務大臣西蒙·哈特宣佈辭職。不久後，英格蘭及威爾斯檢察總長蘇拉·布拉弗曼也呼籲约翰逊辭職。
7月7日，多間英國傳媒引述消息指，鲍里斯·约翰逊宣布辭去保守黨黨魁與首相職務，但他將會繼續擔任看守內閣的首相直至當年秋季保守黨舉行的黨代表大會。随后多位宣布辞职的内阁官员获他人接任，其中格雷格·克拉克获任命为地方發展、房屋及社區大臣、基特·馬特豪斯任蘭開斯特公爵領地事務大臣、柯維立任教育大臣，羅伯特·巴克蘭任威爾斯事務大臣、沙利什·瓦拉任北愛爾蘭事務大臣、安德鲁·斯蒂芬森任內閣不管大臣。
多国政要回应约翰逊辞呈。乌克兰总统弗拉基米尔·泽连斯基表示自己听到消息后很难过，所有乌克兰人都会感到同情，同时感谢约翰逊在2022年俄罗斯入侵乌克兰期间支持乌克兰。俄罗斯总统普京新闻秘书德米特里·谢尔盖耶维奇·佩斯科夫表示约翰逊“不喜欢我们，我们也不喜欢他”。美国总统乔·拜登表示约翰逊辞职不会影响英美同盟关系，希望继任者能继续支持乌克兰，而白宫方面暂无回应。

## 辞职官員
| 姓名                         | 選區                             | 职务                                                       | 辞职时间 | 备注                                                              |
| ---------------------------- | -------------------------------- | ---------------------------------------------------------- | -------- | ----------------------------------------------------------------- |
| 内阁大臣                     |                                  |                                                            |          |                                                                   |
| 辛偉誠                       | 里士满                           | 财政大臣                                                   | 7月5日   | 信函 （页面存档备份，存于）                                       |
| 薩吉德·賈偉德                | 布罗姆斯格罗夫                   | 卫生大臣                                                   | 7月5日   | 信函 （页面存档备份，存于）                                       |
| 高文浩                       | 萨里希思                         | 城鎮升級與房屋社區大臣                                     | 7月6日   | 被解职                                                            |
| 西蒙·哈特                    | 西卡马森和南彭布罗克郡           | 威尔士事务大臣                                             | 7月6日   | 信函 （页面存档备份，存于）                                       |
| 布蘭登·劉易斯                | 大雅茅斯                         | 北愛爾蘭事務大臣                                           | 7月7日   | 信函 （页面存档备份，存于）                                       |
| 米歇尔·唐兰                  | 奇彭納姆                         | 教育大臣                                                   | 7月7日   | 信函 （页面存档备份，存于）                                       |
| 鲍里斯·约翰逊                | 阿克斯布里奇和南赖斯利普         | 首相、第一財政大臣、保守黨黨魁                             | 7月7日   | 将继续担任看守首相和党魁                                          |
| 國務大臣 /事务部长和政务次官 |                                  |                                                            |          |                                                                   |
| 亚历克斯·乔克                | 車特咸                           | 英格蘭及威爾斯副檢察長                                     | 7月5日   | 信函 （页面存档备份，存于）                                       |
| 威爾·奎因斯                  | 高車士打                         | 教育部儿童和家庭事务部长                                   | 7月6日   | 信函 （页面存档备份，存于）                                       |
| 羅賓·沃克                    | 伍斯特                           | 教育部学校事务部长                                         | 7月6日   | 信函 （页面存档备份，存于）                                       |
| 维多利亚·阿特金斯            | 劳斯和合恩塞                     | 內政部司法事务部长                                         | 7月6日   | 信函                                                              |
| 約翰·格倫                    | 索尔兹伯里                       | 財政部經濟事務秘書                                         | 7月6日   | 信函 （页面存档备份，存于）                                       |
| 喬·查爾                      | 贝里圣埃德蒙兹                   | 环境、食品和乡村事务部政务次官                             | 7月6日   | 信函 （页面存档备份，存于）                                       |
| 斯圖爾特·安德魯              | 帕德西                           | 地方發展、房屋及社區部住房事务国务大臣                     | 7月6日   | 信函 （页面存档备份，存于）                                       |
| 凱米·巴德諾赫                | 萨弗伦沃尔                       | 地方發展、房屋及社區部地方政府、信仰互动及社区事务国务大臣 | 7月6日   | 信函 （页面存档备份，存于）                                       |
| 尼尔·奥布赖恩                | 哈伯勒                           | 地方發展、房屋及社區部地方发展、联盟及宪制事务政务次官     | 7月6日   | 信函 （页面存档备份，存于）                                       |
| 亚历克斯·伯格哈特            | 布伦特伍德和翁加                 | 教育部学徒制和技能政务次官                                 | 7月6日   | 信函 （页面存档备份，存于）                                       |
| 李·罗利                      | 東北德比郡                       | 商業、能源及工業策略部商业及工业事务政务次官               | 7月6日   | 信函 （页面存档备份，存于）                                       |
| 米姆斯·戴維斯                | 中薩塞克斯                       | 就业和养老金部就业事务次长                                 | 7月6日   | 信函 （页面存档备份，存于）                                       |
| 朱莉娅·洛佩斯                | 霍恩徹奇和阿普敏斯特             | 数字化、文化、媒体和体育部传媒、数据和数字化设施国务大臣   | 7月6日   | 信函 （页面存档备份，存于）                                       |
| 瑞吉兒·麥克利                | 雷迪奇                           | 內政部犯罪、防卫及社会弱势政务次官                         | 7月6日   | 信函 （页面存档备份，存于）                                       |
| 邁克·弗里爾                  | 芬奇利和戈尔德斯格林             | 國際貿易部出口事務政務次官                                 | 7月6日   | 信函                                                              |
| 海伦·沃特利                  | 法弗舍姆和中肯特                 | 财政部库务秘书                                             | 7月7日   | 信函 （页面存档备份，存于）                                       |
| 喬治·弗里曼                  | 中諾福克                         | 商业、能源和产业战略部科学、研究与创新政务次官             | 7月7日   | 信函                                                              |
| 蓋·歐柏曼                    | 赫克瑟姆                         | 就业和养老金部养老金与金融普惠性政务次官                   | 7月7日   | 信函 （页面存档备份，存于）                                       |
| 克里斯·菲利普                | 南克羅伊登                       | 数字化、文化、媒体和体育部技术与数字经济政务次官           | 7月7日   | 信函 （页面存档备份，存于）                                       |
| 詹姆士·卡特利吉              | 南薩福克                         | 司法部政务次官                                             | 7月7日   | 信函                                                              |
| 丽贝卡·鲍                    | 湯頓迪恩                         | 环境、食品和乡村事务部自然恢复与国内环境政务次官           | 7月7日   | 信函                                                              |
| 達米安·海因斯                | 東漢普夏                         | 保安及邊境事務國務大臣                                     | 7月7日   | 信函 （页面存档备份，存于）                                       |
| 斯蒂芬·格林哈尔什            | 无（上議院終身貴族）             | 城镇升级、住房和社区部楼宇安全及消防事务国务大臣           | 7月8日   | 信函                                                              |
| 议会私人秘书                 |                                  |                                                            |          |                                                                   |
| 萨基卜·巴提                  | 梅里登                           | 衛生及社會關懷部议会私人秘书                               | 7月5日   | 信函 （页面存档备份，存于）                                       |
| 尼古拉·理查茲                | 東西布朗                         | 交通部议会私人秘书                                         | 7月5日   | 信函 （页面存档备份，存于）                                       |
| 弗吉尼亚·克罗斯比            | 安格爾西島                       | 威爾斯事務大臣辦公室议会私人秘书                           | 7月5日   | 信函 （页面存档备份，存于）                                       |
| 喬納森·吉利斯                | 北特伦特河畔斯托克               | 北愛爾蘭事務大臣议会私人秘书                               | 7月5日   | 信函 （页面存档备份，存于）                                       |
| 劳拉·特洛特                  | 塞文歐克斯                       | 交通部议会私人秘书                                         | 7月6日   | 声明                                                              |
| 菲丽希缇·巴肯                | 肯辛頓                           | 商業、能源及工業策略部议会私人秘书                         | 7月6日   | 信函 （页面存档备份，存于）                                       |
| 泽莱恩·萨克斯比              | 北德文                           | 財政部首席秘書议会私人秘书                                 | 7月6日   | 信函 （页面存档备份，存于）                                       |
| 克莱尔·科蒂尼奥              | 東薩里                           | 财政部议会私人秘书                                         | 7月6日   | 声明                                                              |
| 大衛·約翰斯通                | 旺蒂奇                           | 教育部议会私人秘书                                         | 7月6日   | 声明                                                              |
| 克萊格·威廉姆斯              | 北加的夫                         | 财政部议会私人秘书                                         | 7月6日   | 信函 （页面存档备份，存于）                                       |
| 馬克·羅甘                    | 东北博尔顿                       | 北愛爾蘭事務大臣议会私人秘书                               | 7月6日   | 信函                                                              |
| 馬克·弗萊徹                  | 博尔索弗                         | 商業、能源及工業策略部议会私人秘书                         | 7月6日   | 信函                                                              |
| 萨拉·布里特克利夫            | 欣德本                           | 教育部议会私人秘书                                         | 7月6日   | 信函 （页面存档备份，存于）                                       |
| 彼得·吉布森                  | 達靈頓                           | 国际贸易部议会私人秘书                                     | 7月6日   | 信函 （页面存档备份，存于）                                       |
| 鲁思·爱德华兹                | 拉什克利夫                       | 蘇格蘭事務大臣议会私人秘书                                 | 7月6日   | 信函                                                              |
| 詹姆斯·桑德兰                | 布拉克內爾                       | 國防部议会私人秘书                                         | 7月6日   | 声明                                                              |
| 费伊·琼斯                    | 布雷肯和拉德諾郡                 | 环境、食品和乡村事务部议会私人秘书                         | 7月6日   | 信函 （页面存档备份，存于）                                       |
| 雅各布·揚                    | 雷德卡                           | 地方發展、房屋及社區部议会私人秘书                         | 7月6日   | 信函 （页面存档备份，存于）                                       |
| 詹姆斯·达利                  | 北貝里                           | 就业和养老金部议会私人秘书                                 | 7月6日   | 信函 （页面存档备份，存于）                                       |
| 丹尼·克鲁格                  | 迪韋齊斯                         | 城镇升级、住房和社区部议会私人秘书                         | 7月6日   | 声明 （页面存档备份，存于）                                       |
| 邓肯·贝克                    | 北諾福克                         | 城镇升级、住房和社区部议会私人秘书                         | 7月6日   | 声明                                                              |
| 加雷斯·戴維斯                | 格兰瑟姆和斯坦福                 | 衛生及社會關懷部议会私人秘书                               | 7月6日   | 声明 （页面存档备份，存于）                                       |
| 詹姆士·戴維斯                | 克卢伊德谷                       | 衛生及社會關懷部议会私人秘书                               | 7月6日   | 信函 （页面存档备份，存于）                                       |
| 罗伯·巴特勒                  | 艾爾斯伯里                       | 外交、聯邦及發展事務部议会私人秘书                         | 7月7日   | 信函                                                              |
| 杰克·布雷顿                  | 南特倫特河畔斯托克               | 國際貿易大臣议会私人秘书                                   | 7月7日   | 信函 （页面存档备份，存于）                                       |
| 费·琼斯                      | 布雷肯和拉德諾郡                 | 下議院領袖议会私人秘書                                     | 7月7日   | 信函                                                              |
| 其他人物                     |                                  |                                                            |          |                                                                   |
| 安德魯·穆里森                | 西南威尔特郡                     | 首相对摩洛哥贸易特使                                       | 7月5日   | 信函 （页面存档备份，存于）                                       |
| 西奥多拉·克拉克              | 斯塔福德                         | 首相对肯尼亚贸易特使                                       | 7月5日   | 信函 （页面存档备份，存于）                                       |
| 比姆·阿弗拉米                | 希欽和哈彭登                     | 保守党青年事务副主席                                       | 7月5日   | 在接受电视节目直播采访时当场宣布辞职，声明 （页面存档备份，存于） |
| 大衛·杜吉德                  | 班夫和布臣                       | 首相对安哥拉和赞比亚贸易特使                               | 7月6日   | 声明 （页面存档备份，存于）                                       |
| 戴维·蒙戴尔                  | 邓弗里斯郡、克莱兹代尔和特威德尔 | 首相对新西兰贸易特使                                       | 7月6日   | 声明 （页面存档备份，存于）                                       |
| 卡洛琳·约翰逊                | 斯利福德和北海克姆               | 副保守党主席                                               | 7月7日   | 信函 （页面存档备份，存于）                                       |
| 盧克·豪                      | 桑伯里和耶特                     | 副保守党主席                                               | 7月7日   | 信函 （页面存档备份，存于）                                       |
| 理查德·格雷厄姆              | 格洛斯特                         | 首相对印度尼西亚、马来西亚以及菲律宾贸易特使               | 7月7日   | 信函 （页面存档备份，存于）                                       |
| 賈斯汀·湯姆林森              | 北斯溫登                         | 副保守党主席                                               | 7月9日   | 信函 （页面存档备份，存于）                                       |